# Corkscrew and Blowtorch
Corkscrew and Blowtorch, letteralmente traducibile con "Cavatappi e fiamma ossidrica", è la definizione "giornalistica" di una tattica militare che prevede l'uso del lanciafiamme.
È stata così denominata dal comandante della 10ª Armata, il generale Simon Bolivar Buckner Jr., dell'esercito statunitense durante la seconda guerra mondiale (precisamente nel 1943), sul fronte giapponese. Il cavatappi erano le demolizioni mentre la fiamma ossidrica indicava i lanciafiamme.
Tale tecnica prevede infatti l'utilizzo di due squadre:
- la prima ha il compito di stanare con granate ed esplosivi i nemici;
- la seconda, armata con i lanciafiamme, inizia l'opera di distruzione della zona, coperta dai fucilieri.